# Chetone hydra
Chetone hydra är en fjärilsart som beskrevs av Butler 1871. Chetone hydra ingår i släktet Chetone och familjen björnspinnare. Inga underarter finns listade i Catalogue of Life.